# Tinoco
Tinoco es una comuna situada en el departamento Colón de la provincia de Córdoba, Argentina.
Se encuentra en la zona llana del departamento, a 56 km de la ciudad de Córdoba. Se accede a ella por la ruta pavimentada A74, y luego se transita por un camino de tierra los últimos 10 km. La ciudad más próxima es Colonia Caroya, distante unos 24 km.
El paraje surgió con el tendido del ferrocarril desde Córdoba hasta Santa Rosa de Río Primero, siendo Tinoco la estación que se encontraba luego de Colonia Tirolesa, Núñez del Prado, y antes de Rangel. Ese ferrocarril se encuentra clausurado.
No existe consenso respecto al significado del nombre Tinoco, pero probablemente fue el apellido del conquistador español que fundó la aldea.
La planta urbana es de dimensiones muy reducidas, se compone de una plaza central y seis manzanas en derredor. La infraestructura se compone de una capilla, consagrada a la Virgen del Carmen, construida en 1910; la escuela Bernardino Rivadavia y un club social. En el edificio escolar funcionan un centro educativo de nivel inicial, una escuela primaria de jornada ampliada, un CBU y CER Rural.
Las actividades económicas principales son la agricultura y la ganadería.
Administrativamente, Tinoco está organizada como comuna.

## Geografía

### Población
Cuenta con 444 habitantes (Indec, 2022), lo que representa un incremento del 62% frente a los 169 habitantes (Indec, 2010) del censo anterior.
| Gráfica de evolución demográfica de Tinoco entre 1991 y 2022 |
|                                                              |
| Fuente: Censos nacionales del INDEC                          |

### Sismicidad
La sismicidad de la región de Córdoba es frecuente y de intensidad baja, y un silencio sísmico de terremotos medios a graves cada 30 años en áreas aleatorias.
Los últimos temblores importantes se produjeron:
- 22 de septiembre de 1908 (hace 116 años), a las 17:00 UTC-3, denominado Terremoto de Cruz del Eje de 1908, con 6,5 grados en la escala de Richter (VII grados en la escala de Mercalli); ubicación 30°30′0″S 64°30′0″O / -30.50000, -64.50000; profundidad: 100 km; en este departamento produjo daños en Cruz del Eje, Deán Funes y Villa de Soto (provincia de Córdoba), y en el sur de las provincias de Santiago del Estero, La Rioja y Catamarca[3]

- 16 de enero de 1947 (hace 78 años), a las 2:37 UTC-3, denominado «terremoto de Córdoba de 1947» con una magnitud aproximadamente de 5,5 grados en la escala de Richter[2]

- 28 de marzo de 1955 (70 años), a las 6.20 UTC-3, denominado terremoto de Villa Giardino de 1955, con 6,9 grados en la escala de Richter. Además de la gravedad física del fenómeno se unió el desconocimiento absoluto de la población ante estos eventos recurrentes.

- 7 de septiembre de 2004 (hace 20 años), a las 8.53 UTC-3 con 4,1 grados en la escala de Richter

- 25 de diciembre de 2009 (hace 15 años), a las 21.42 UTC-3 con 4,0 grados en la escala de Richter